# Nunzio Sulprizio
Nunzio Sulprizio (Pescosansonesco, 13 avril 1817 – Naples, 5 mai 1836) est un ouvrier artisan italien canonisé par l'Église catholique.

## Biographie
Nunzio Sulprizio naît le 13 avril 1817 à Pescosansonesco (province de Pescara) de Domenico Sulprizio, cordonnier, et Rosa Luciani, fileuse. Au mois d’août 1820, le père meurt à seulement 26 ans, Rosa se remarie mais son mari n'est pas tendre avec Nunzio. Le 5 mars 1823, Nunzio n’a que six ans lorsque sa mère meurt, c’est sa grand-mère maternelle qui le prend chez elle mais celle-ci décède le 4 avril 1826.
Nunzio est recueilli par Domenico Lucianin, un oncle maternel maréchal-ferrant très violent et grossier, ce dernier retire immédiatement Nunzio de l’école pour l'envoyer comme apprenti à la forge et le charge de travaux incompatibles avec son jeune âge, il doit parcourir de longues distances pieds nus et couvert de haillons pour recouvrer de l'argent, porter des charges de fer, aussi bien sous la neige, la pluie ou en plein soleil. En plus de cela, son oncle le maltraite physiquement et verbalement, le prive même de nourriture.
Un matin, par un hiver très rigoureux, l’oncle l’envoie dans une maison sur les pentes de Rocca Tagliata avec un chargement de fer forgé. Le soir il rentre épuisé avec une jambe enflée et une forte fièvre. Avec sa plaie au pied, Nunzio ne peut plus manier le marteau ni porter de charges, son oncle l'oblige donc à tirer le soufflet et s'amuse à écraser son pied malade.
Pour nettoyer sa plaie, Nunzio se traîne sur sa béquille jusqu’à la fontaine du village mais les femmes du village le chassent à cause du dégoût que leur inspire la blessure. Il va alors à 150 mètres du village où une fontaine solitaire au pied d'une roche rousse  lui permet de se soigner.
D’avril à juin 1831, il est hospitalisé à L'Aquila mais les médecins déclarent le mal incurable. De retour à la maison, les coups et les injures deviennent encore plus violents et Nunzio doit mendier son pain pour se nourrir. Un habitant de Pescosansonesco finit enfin par informer de la grave situation Francisco Sulprizio, un oncle paternel caporal des grenadiers de la garde royale à Naples, qui fait venir chez lui Nunzio et le présente au colonel Félix Wochinger, un homme très charitable et très pieux, ami de Gaétan Errico, futur fondateur des missionnaires des Sacrés Cœurs de Jésus et de Marie. Le colonel s'attache à Nunzio, dès le premier jour il l'appelle "mon fils", ce que Nunzio lui rend en l’appelant "mon papa".
Le 20 juin 1832, Nunzio entre à l’hôpital des Incurables pour se faire soigner. Pendant près de deux ans, il fait des séjours à l’hôpital de Naples et en cures thermales où l’on constate une légère amélioration passagère. Il peut abandonner les béquilles et marcher avec une seule canne. Ayant reçu tous les soins possibles pour recouvrer la santé, Nunzio vit dans l’appartement du colonel Wochinger à partir du 11 avril 1834 au Castel Nuovo. En mars 1836, la situation de Nunzio s’aggrave. Le 5 mai 1836, Nunzio meurt, il a à peine 19 ans.

## Vénération

### Béatificationetcanonisation
Le 9 juillet 1859, le pape Pie IX reconnaît l’héroïcité de ses vertus et le proclame vénérable. Le 1er décembre 1963, au concile Vatican II, le pape Paul VI béatifie Nunzio Sulprizio et le propose comme modèle aux jeunes.
Le 8 juin 2018, le pape François reconnait comme authentique un miracle attribué à l'intercession de Nunzio Sulprizio, et signe le décret permettant sa canonisation. Il est proclamé saint à Rome le 14 octobre 2018.

### Culte
Saint Nunzio Sulprizio est fêté le 5 mai.
Il est le saint patron des apprentis.
La châsse contenant sa dépouille est exposée à la vénération des fidèles dans l'église San Domenico Soriano à Naples.